# Solange Leben in mir ist
Solange Leben in mir ist ist eine deutsche Filmbiografie der DEFA von Günter Reisch aus dem Jahr 1965. Der Spielfilm befasst sich mit dem Leben Karl Liebknechts in den Jahren 1914 bis 1916. Das Prestigeprojekt fand 1972 im Film Trotz alledem! seine Fortsetzung.

## Handlung
Berlin im Jahr 1914. Karl Liebknecht erhält von einem Genossen endlich die Papiere, die nachweisen, dass in Deutschland heimlich auf den Krieg hingearbeitet wird. Falsche Aussagen in französischen Zeitungen zur Waffenstärke der französischen Armee werden lanciert und Gustav Krupp von Bohlen und Halbach hofiert. Gerade noch von Liebknecht scharf angegriffen, wird Krupp umgehend vom Kaiser geehrt. Wenig später, Liebknecht befindet sich gerade auf der Hochzeit der Arbeiter Käthe und Paul Schreiner, erfährt er, dass der österreichische Thronfolger in Sarajewo erschossen wurde. Er ahnt, dass Deutschland die Chance nutzen wird, um einen Krieg zu beginnen. Die nötigen Mittel müssen jedoch noch bewilligt werden. Bei einer ersten Plenarsitzung stimmt Liebknecht aufgrund des Fraktionszwangs noch für die Bewilligung der Mittel. Bei der späteren Reichstagssitzung ist er der einzige, der dagegen stimmt. Fortan gilt er als „Undeutscher“ und Vaterlandsverräter. Er wird als Schipper an die Front beordert, wo er 1915 sein Manifest Der Hauptfeind steht im eigenen Land! niederschreibt, das durch seinen Frontkameraden Waldemar Lehmann zu Käthe Schreiner gelangt, die es öffentlich macht. Paul Schreiner wurde eingezogen und ist im Krieg gefallen, sodass Käthe ihr neugeborenes Kind nun allein großziehen muss.
Auf Fronturlaub zurück in der Heimat trifft Liebknecht 1916 mit der aus der Haft entlassenen Rosa Luxemburg zusammen. Beide planen, sich von der SPD loszusagen. Sie gründen den Spartakusbund. In Jena leitet Liebknecht illegal eine Gruppe Jugendlicher zur Vorbereitung der Großdemonstration am 1. Mai an. Diese findet in Berlin statt. Arbeiter aus ganz Deutschland versammeln sich in der Großstadt und obwohl Liebknecht weiß, dass er, wenn er auf der Demonstration als Redner auftritt, verhaftet wird, spricht er zur Menge. Er wird abgeführt. Auch vor Gericht – die Verhandlung findet nach kurzer Zeit unter Ausschluss der Öffentlichkeit statt – bleibt Liebknecht seiner Haltung treu. Während draußen die Massen für Liebknecht demonstrieren, wird er abgeführt.

## Produktion
Obwohl staatlicherseits gefordert, hatte es seit den beiden Filmen um Ernst Thälmann – Ernst Thälmann – Sohn seiner Klasse (1954) und Ernst Thälmann – Führer seiner Klasse (1955) – keine filmischen Großprojekte zu Persönlichkeiten der Arbeiterbewegung mehr gegeben. Erst in den 1960er-Jahren entwickelte sich das Filmprojekt zu Karl Liebknecht. War ursprünglich Slatan Dudow als Regisseur der Filme vorgesehen, übernahm das Projekt nach Dudows Tod 1963 schließlich Günter Reisch. Drehbuchautor wurde Michael Tschesno-Hell, der bereits am Drehbuch der Thälmann-Filme mitgearbeitet hatte.
Für das Prestigeprojekt standen 6 Millionen Mark zur Verfügung, eine für DEFA-Verhältnisse exorbitant hohe Summe. Die Dreharbeiten dauerten über ein Jahr. Drehorte des Films waren unter anderem Berlin, Potsdam, Leipzig und Jena. Solange Leben in mir ist kam am 10. September 1965 in die Kinos. Der Film wurde hinter Die Abenteuer des Werner Holt und noch vor König Drosselbart der zweiterfolgreichste Film des Jahres 1965 in der DDR.

## Kritiken
Die zeitgenössische Kritik der DDR lobte den Film als „eine große und bewundernswerte kollektive Leistung […]. Horst Schulze vollbringt das Wunder, diese ganze, gewaltige, tief in unsere Gegenwart und Zukunft wirkende menschliche Wahrheit des nationalen Helden Karl Liebknecht in einfühlsamer, phantasievoller und historisch-konkreter Darstellung zu vereinigen.“ Andere Kritiker merkten an, dass der Film „nicht frei von Szenen [ist], die im historischen Bilderbogen ertrinken, die rein illustrativen Charakter tragen.“
Frank-Burkhard Habel schrieb 2000, dass der Film „zwar an dem Anspruch, das offizielle Bild Liebknechts allumfassend zu gestalten, [litt, …] aber doch interessante Studien [hatte] und […] durch gut arrangierte Massenszenen [beeindruckte].“
Für das Lexikon des internationalen Films war Solange Leben in mir ist ein „groß angelegte[r], das Pathos anderer historisch-biografischer DEFA-Filme erfolgreich zurückdrängender Versuch eines Zeitbildes mit optisch wirkungsvollen Massenszenen und beachtlicher Leistung des Hauptdarstellers.“

## Auszeichnungen
Günter Reich, Michael Tschesno-Hell, Horst E. Brandt und Horst Schulze wurden 1966 mit dem Nationalpreis II. Klasse ausgezeichnet. Der Film erhielt das staatliche Prädikat „wertvoll“.